# Isoodon
Isoodon é um gênero marsupial da família Peramelidae. Pode ser encontrado na Nova Guiné, Austrália, Tasmânia e ilhas adjacentes.

## Espécies
- Isoodon auratus (Ramsay, 1887) - Bandicoot-dourado
- Isoodon macrourus (Gould, 1842) - Bandicoot-marrom-do-norte
- Isoodon obesulus (Shaw, 1797) - Bandicoot-marrom-do-sul